# Fédération des sociétés catholiques de gymnastique du Rhône et du sud-est
La Fédération des sociétés catholiques de gymnastique du Rhône et du sud-est apparaît en 1903 comme fédération sportive régionale autonome de patronages paroissiaux de Lyon et de sa région. Elle ne se rattache que cinq ans plus tard à la Fédération gymnastique et sportive des patronages de France sous forme d'union puis de ligue régionale (Lyonnais).

## Historique

### Les patronages lyonnais
À Lyon l'apparition et le développement des patronages d'apprentis semble plus tardive que dans beaucoup d'autres villes de France ; limitée longtemps aux seuls cercles d'études, elle n'est vraiment perceptible qu'après la guerre de 1870. À cette date Pierre Arnaud souligne le paradoxe lyonnais : une ville éminemment républicaine et radicale, où les œuvres de charité et d'enseignement catholique restent très fortement implantées (« Lyon reste un grand couvent enserré dans une châsse républicaine »).
La gymnastique y incarne comme ailleurs les valeurs républicaines mais les institutions religieuses y rencontrent encore plus de difficultés que sur le reste du territoire pour en investir le domaine. Alors qu'à Paris, le docteur Paul Michaux fédère en 1898 les patronages paroissiaux au sein de l'Union des sociétés de gymnastique et d’instruction militaire des patronages et œuvres de jeunesse de France (USGIMPOJF) — future Fédération gymnastique et sportive des patronages de France (FGSPF) — à l'évêché de Lyon où Pierre Brac de la Perrière poursuit un but analogue la question n'est pas encore à l'ordre du jour comme en témoignent les archives du musée du diocèse de Lyon. La situation semble en revanche meilleure pour les patronages de jeunes filles.

### Vers la gymnastique et les jeux
Depuis Timon-David, le jeu est reconnu comme moyen d'action électif des œuvres catholiques. En 1900, la commission centrale des patronages considère que :
- 70 % des patronages de garçons en font bon usage ;
- 25 % pratiquent régulièrement la gymnastique[C 3].

À Lyon, ce n'est que l'année suivante que les jeux semblent apparaître, timidement, dans les patronages ; les rencontres ont beaucoup de mal à s'implanter. En 1901, le premier concours ne regroupe que trois sociétés. Cependant le 23 novembre 1902, une société catholique de gymnastique, tir et préparation militaire, La Sentinelle fondée en 1888, est la première à être déclarée en préfecture avant même celles de l'Union des sociétés de gymnastique de France (USGF). Quelques mois plus tard, son président, Pierre Brac de la Perrière, déclare également une Fédération des sociétés catholiques de gymnastique du Rhône et du sud-est, en gestation depuis deux ans. 
En 1908, la Fédération des sociétés catholiques de gymnastique du Rhône et du sud-est rallie la FGSPF, en qualité d'union régionale : l'Union des sociétés catholiques de gymnastique et de tir de la région lyonnaise. À partir de là, avec l'appui de l'Action libérale et d'autorités militaires comme le général Meyssonier les sociétés catholiques de gymnastique se développent rapidement. Du 21 au 29 septembre 1908, ladite région lyonnaise, absente lors de la visite au Vatican en 1907, est représentée par l'Avant-Garde de Saint-Étienne (AGSE) pour le concours international du Vatican. Le 25 juillet 1909, au concours de Roanne, les sociétés catholiques de gymnastique regroupent trente cinq associations.
Les 23 et 24 juillet 1910, cinquante huit sociétés et 3 000 gymnastes participent au concours inter-régional, organisé à Vienne,. Le 22 juillet 1911, au concours de Bourg-en-Bresse, leur nombre se chiffre à 77. L'histoire du sport catholique lyonnais est ensuite liée à celle de la FGSPF. Ainsi, le développement de l'athlétisme et des jeux (football et basket-ball) ne tarde pas à suivre. À la veille de la Grande Guerre, le département du Rhône compte plus de cinquante sociétés catholiques de gymnastique, dont une vingtaine à Lyon et dans sa banlieue immédiate. Pierre Arnaud souligne cependant qu'à cette date, nombre d'entre elles, par méfiance, ne sont pas encore déclarées en préfecture.